# Kalibwoy
Natalio Rijssel (Amsterdam, 27 december 1987), beter bekend onder zijn artiestennaam Kalibwoy, is een Nederlandse zanger en rapper van Surinaamse afkomst.

## Biografie
Kalibwoy groeide op in Amsterdam en ging naar school op het Grafisch Lyceum Amsterdam en het PPI. De eerste school moest hij verlaten en de tweede was een school voor probleemkinderen. In zijn jeugd woonde Rijssel een jaar in Suriname. Hij kwam als kleine jongen via zijn familie en vrienden al in contact met dancehall, voornamelijk via zijn oom, die zelf een artiest uit het genre is. In het jaar in Suriname ontwikkelde de interesse voor het genre zich nog meer doordat vrienden van de artiest daar veel eigen dancehall muziek maakten. Toen hij na een jaar terug in Nederland was, begon hij zijn eigen muziek te maken. Dit deed hij onder de artiestennaam Kalibwoy, een samenvoeging van de woorden "kali", dat een bewoording voor softdrugs in het Jamaicaans is, en boy (jongen). 
Hij maakte enkele mixtapes en was lid van DreddaYouthz. In 2008 besloot hij als soloartiest verder te gaan en tekende bij muzieklabel StylzMatic. Daarnaast werd hij ook host bij muziekplatform Jamrock. Hij deed in 2010 als dancehall artiest mee aan de Grote Prijs van Nederland in de categorie hiphop en won deze. Hij was hiermee de eerste dancehall artiest die deze prijs won en dit betekende zijn grote doorbraak. Het was overigens niet de eerste keer dat de artiest met de wedstrijd meedeed, maar eerdere pogingen waren geen succes.
Sinds 2010 bracht de artiest meerdere eps en albums uit en werkte hij samen met zowel Nederlandse als internationale artiesten. Dit deed hij onder meer op Legends met Yellow Claw en Cesqueaux uit 2014, op Alaka met Broederliefde en SBMG in 2015 en op Way up met Rochelle in 2016. In deze nummers zing hij vooral in het Engels in het Jamaicaans-Patois dialect. De artiest is naar eigen zeggen bezig om de dancehall in Nederland een gerespecteerde muziekgenre te maken, vergelijkbaar met de waardering die de hiphop en urban krijgen in Nederland. De uitgebrachte albums van de artiest zijn Blackxfrass uit 2018 in samenwerking met Blackbrown, Frass4life in 2020 en I Am Lord Frass met Rockywhereyoubeen en Vlado in 2022. In 2024 bracht hij samen met Tribal Kush het album Kalikush uit.
Kalibwoy had een kleine rol bij televisieserie Mocro Maffia.

## Discografie

### Albums
| Jaar | Album           | Vlag van Nederland | Vlag van Nederland | Vlag van België | Vlag van België | Opmerkingen                    |
| Jaar | Album           | 100                | weken              | 200             | weken           | Opmerkingen                    |
| ---- | --------------- | ------------------ | ------------------ | --------------- | --------------- | ------------------------------ |
| 2018 | Blackxfrass     | -                  | -                  | -               | -               | met Blackbrown                 |
| 2020 | Frass4life      | -                  | -                  | -               | -               |                                |
| 2022 | I Am Lord Frass | -                  | -                  | -               | -               | met Rockywhereyoubeen en Vlado |
| 2024 | Kalikush        | -                  | -                  | -               | -               | met Tribal Kush                |

### Singles
| Jaar | act                                                    | nummer   | Top 100 | weken | opmerking                                                                           |
| ---- | ------------------------------------------------------ | -------- | ------- | ----- | ----------------------------------------------------------------------------------- |
| 2015 | Kalibwoy met Broederliefde en SBMG                     | Alaka    | 17      | 39    | Nr. 16 in de Nederlandse Top 40                                                     |
| 2016 | Kalibwoy met Rochelle                                  | Way Up   | 73      | 6     | Nr. 36 in de Nederlandse Top 40 / tip in de Ultratip 100 van de Vlaamse Ultratop 50 |
| 2017 | Kalibwoy met GLOWINTHEDARK, Nate, Jandino, Philly Moré | Porkéria | -       | -     | tip in de Ultratip 100 van de Waalse Ultratop 50                                    |